# Sulfatverfahren (Titandioxid)

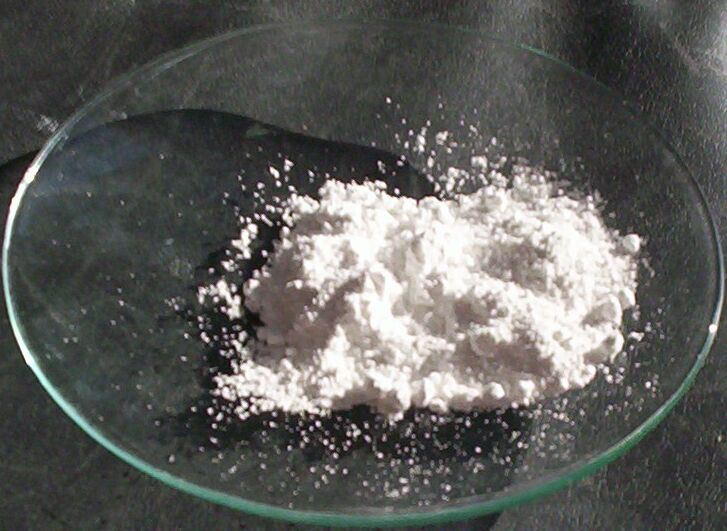
Titandioxid

Produktion des Titan(IV)-oxid nach Verfahren (Chloridverfahren oder Sulfatverfahren), mit Unterscheidung der chinesischen Produktion

Das Sulfatverfahren ist ein 1915 von den norwegischen Chemikern Peder Farup und Gustav Jebsen entwickeltes Verfahren zur Herstellung von Titandioxid. Es wird seit 1916 kommerziell angewandt und ist bis heute der häufigste methodische Prozess zur Herstellung von Titandioxid.

## Verfahrensschritte
Das feingemahlene und angereicherte Titaneisenerz, formal FeTiO3, wird mit konzentrierter Schwefelsäure zu Eisensulfat und Titanoxidsulfat TiOSO4 aufgeschlossen. Da das Eisen zum Teil dreiwertig als Fe3+ vorliegt, muss die Aufschlusslösung mit reinem Eisenschrott als Reduktionsmittel versetzt werden, um ausschließlich zweiwertiges Eisen Fe2+ zu erhalten. Dieses kann anschließend als sogenanntes Grünsalz aus der Lösung auskristallisiert werden.
Das in Lösung verbleibende Titanoxidsulfat kann durch Hydrolyse als schwerlösliches Titanoxidhydrat ausgefällt und abgetrennt werden. Nach mehreren Filtrations- und Waschvorgängen muss das Titanoxidhydrat bei 800–950 °C geglüht werden, um Titandioxid zu erhalten.
Durch Zugabe von Impfkristallen und durch die Temperatur lässt sich in diesem Schritt steuern, in welcher Modifikation das TiO2 produziert werden soll. Der Sulfatprozess eignet sich für die Herstellung sowohl der Anatas- als auch der Rutil-Modifikation, während das Chloridverfahren in der Regel nur zur Produktion von reinem Rutil eingesetzt wird.